# 斯勞特山

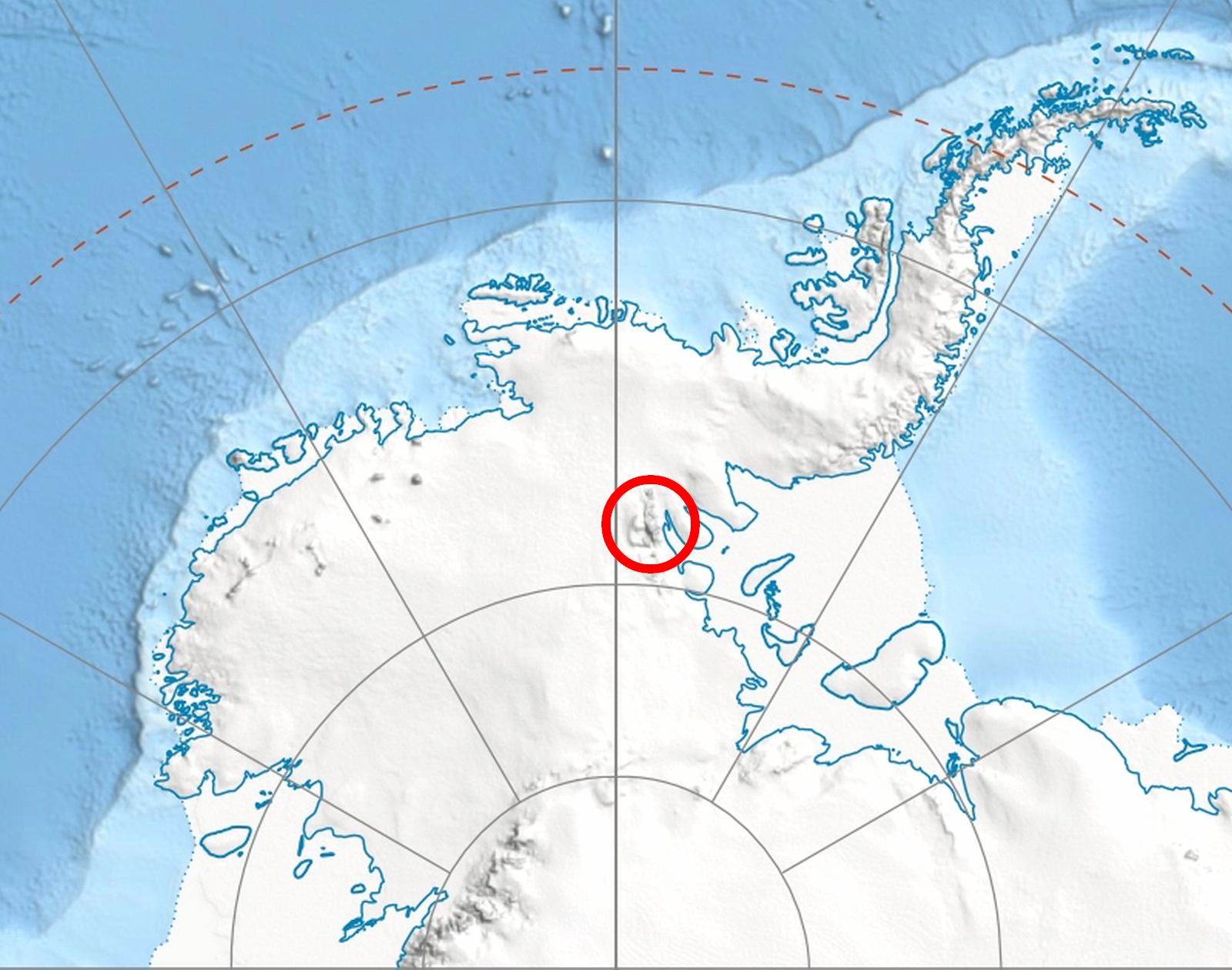

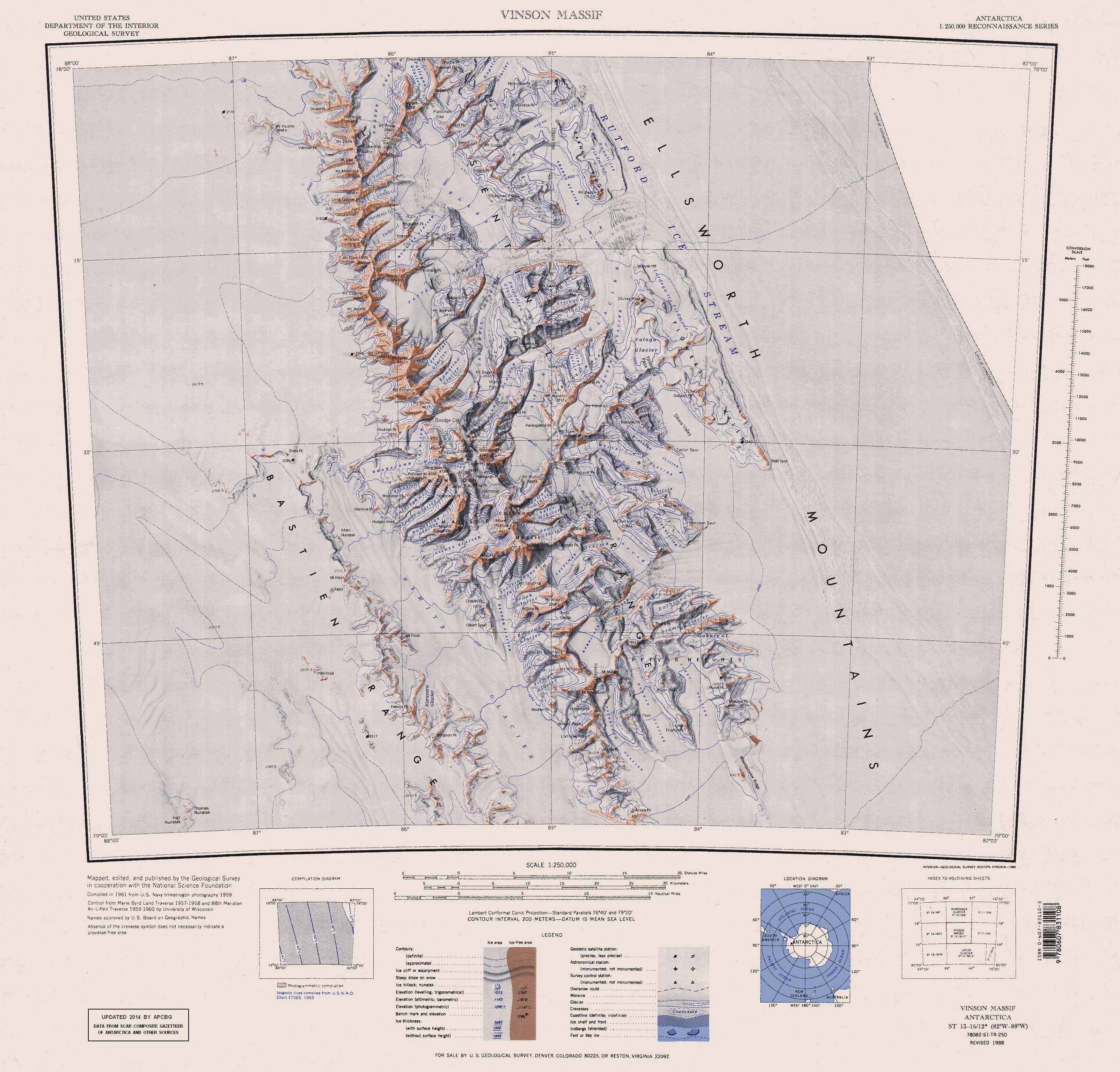

斯勞特山是南極洲的山峰，位於埃爾斯沃思地，屬於埃爾斯沃思山脈的森蒂納爾嶺，海拔高度3,600米，根據美國地質調查局的測量和美國海軍的空中照片被繪入地圖。

## 外部連結
- SCAR Composite Antarctic Gazetteer（页面存档备份，存于）.

78°37′S 85°38′W / 78.617°S 85.633°W